# Psectrogaster curviventris
Psectrogaster curviventris és una espècie de peix de la família dels curimàtids i de l'ordre dels caraciformes.

## Morfologia
- Els mascles poden assolir 17,1 cm de llargària total.[5]

## Hàbitat
Viu en zones de clima temperat.

## Distribució geogràfica
Es troba a Sud-amèrica: conques dels rius Madeira i Paraguai.